# Typhlodromus hartlandrowei
Typhlodromus hartlandrowei är en spindeldjursart som beskrevs av Evans 1958. Typhlodromus hartlandrowei ingår i släktet Typhlodromus och familjen Phytoseiidae. Inga underarter finns listade i Catalogue of Life.